# 土村芳
土村芳（日语：／ Tsuchimura Kaho；1990年12月11日—）是日本女演員，出身自岩手縣，Hirata Office旗下藝人。

## 作品列表

### 電影
- 何者（2016年10月15日）
- 去年冬天，與你分別（2018年3月10日）：飾演 吉岡亞希子
- 空母伊吹（2019年5月24日）：飾演 吉岡真奈
- 母子逆緣（2020年7月3日）：飾演 三隅楓
- 10萬分之1（2020年11月27日）

### 電視劇
- 草裙舞女孩與愛犬可可（2015年3月11日，東京電視台）：飾演 宮崎優奈
- 和歌子酒 第4夜「ざる豆腐」（2015年1月29日，BS東視）：飾演 萌
- 產科醫鴻鳥（TBS）
  - 第一季 第5話（2015年11月13日）：飾演 明美
  - 第二季 第2話（2017年10月20日）：飾演 久保佐和子
- 別嬪小姐（2016年10月3日－2017年4月1日，NHK）：飾演 村田君枝
- 愛情敗犬向前衝（2017年4月6日－6月22日，讀賣電視台・日本電視台）：飾演 榎田千尋
- 女子的生活 最終話（2018年1月26日，NHK綜合）：飾演 マナミ
- 這個世界的角落（2018年7月15日－9月16日，TBS）：飾演 堂本志野
- 3年A班－從此刻起，大家都是我的人質－（2019年1月6日－3月10日，日本電視台）：飾演 相樂文香
- 搖曳露營△（東京電視台）：飾演 鳥羽美波
  - 第1季（2020年1月10日－3月26日）
  - 特別篇（2021年3月29日）
  - 第2季（2021年4月1日－6月17日）
- 默默奉獻的灰姑娘～醫院藥劑師的處方箋～ 最終話（2020年9月24日，富士電視台）：飾演 向坂千歳
- 寫不出來？編劇吉丸圭佑的無情節生活 第5集起（2021年2月20日－3月13日，朝日電視台）：飾演 一條櫻子
- 獅子的點心（2021年6月27日－8月15日，NHK）：飾演 海野雫，主演
- 激辛道2（2023年4月7日－6月23日，東京電視台）：飾演 小野寺美優

## 外部連結
- 經紀公司個人資料頁面（日語）
- 土村芳的Instagram帳戶